# Brooks & Dunn

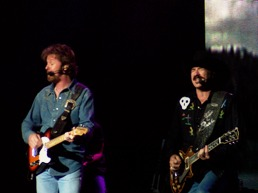
Kix Brooks (rechts) & Ronnie Dunn (links)

Brooks & Dunn is een Amerikaans singer-songwritersduo in de countrymuziek. Kix Brooks en Ronnie Dunn debuteerden als Brooks & Dunn in 1991. Tussen 1992 en 2006 hebben ze elk jaar, behalve in 2000, de Vocal Duo Award van de Country Music Association gewonnen. In 1994 wonnen ze ook de CMA Album of the Year. Tot nu toe heeft het duo 19 CMA's ontvangen en zijn ze het succesvolste country-duo ooit. In 2008 kregen ze een ster op de beroemde Hollywood Walk of Fame.
De muziek van Brooks & Dunn dekt de hele moderne countrymuziek, van Ronan Keatings "The Long Goodbye" tot het door Rivers Rutherford geschreven "Ain't Nothing About You" en het door gospelmuziek geïnspireerde "Believe". Ze worden ook gezien als de pioniers van de line dance hype in het midden van de jaren 90. Een van hun hits, "Boot Scootin' Boogie", is hier het beste voorbeeld van.
Beide leden van de band schrijven, zingen en spelen de gitaar. Het grootste deel van hun materiaal is door één of beide geschreven, waaronder de 2004 hit "Red Dirt Road" die het duo samen geschreven heeft. Beide artiesten hebben ook geschreven voor andere artiesten. Ronnie Dunn schreef mee aan Toby Keiths "Don't Leave I Think I Love You". Over het algemeen zingt Dunn in de liedjes die als single worden gelanceerd. In de recente hits "It's Getting Better All the Time", "That's What It's All About", "Play Something Country", "Believe", "Building Bridges" en "Hillbilly Deluxe" is Dunn de zanger. 
Brooks & Dunn staan bekend om hun hoog energetische shows. In recente tournees zaten de Australische country zanger Keith Urban, duo Montgomery Gentry, de band Sugarland en de succesvolle nieuwkomer Gretchen Wilson. In 2006 opende het duo voor The Rolling Stones in Omaha.
Liedjes van Brooks & Dunn zijn gebruikt door de Amerikaanse President George W. Bush als officiële campagne liedjes bij zijn verkiezing en herverkiezing. In 2000 koos de toen nog Gouverneur van Texas de hit "Hard Workin' Man" en in 2004 koos de President de patriottische hit "Only in America". Brooks en Dunn steunden beide verkiezingscampagnes van Bush en traden op bij een Republikeinse rally met Laura Bush op de avond voor de verkiezingen.
Hun recentste album is Cowboy Town uitgebracht in 2007.
Het duo komt ook voor op albums van verscheidene andere artiesten. Ze namen het duet If you See Him/If You See Her op met Reba McEntire en recent nam Ronnie Dunn een duet op met Keith Urban voor Urbans nieuwste album Love, Pain & the Whole Crazy Thing.
In augustus 2009 maakten Brooks & Dunn bekend dat ze solo verder gingen na hun "The Last Rodeo"-tour.
In 2015 besloten ze weer samen verder te gaan. 

## Biografieën
- Ronnie Dunn, basspeler en zanger, is geboren als Ronnie Gene Dunn in Coleman, Texas op 1 juni 1953. Hij is opgegroeid in Grove, Oklahoma en Tulsa, Oklahoma. Zijn vader was vrachtwagenchauffeur en beide ouders waren overtuigd christen. He heeft een korte tijd psychologie en theologie gestudeerd aan Abilene Christian College, maar werd van school gestuurd vanwege enkele optredens. Hij won een songwrite-en-zang-promotie met als prijs een reis naar Nashville en de kans op platencontract. Er werd hem echter geen contract geboden en hij ging terug naar Tulsa. Na aanmoediging van zijn vrouw keerde hij terug naar Nashville. Tegen het eind van 2000 had hij al 17 BMI-prijzen ontvangen.
- Kix Brooks is geboren als Leon Erik Brooks in Shreveport, Louisiana op 12 mei 1955. Hij heeft een zus, een halfzus, een halfbroer en zijn vader heeft een zoon van zijn derde vrouw geadopteerd. Na de Sewanee Military Academy heeft hij even Theaterkunst gestudeerd aan de Technische Universiteit van Los Angeles. Hij verhuisde voor één zomer naar Alaska om te werken voor zijn vader aan een oliepijplijn en keerde daarna terug naar Los Angeles om zijn opleiding af te ronden. Hierna verhuisde hij naar Maine en werkte hij aan advertenties voor het bedrijf van zijn zus en zwager. Zijn vader moedigde hem aan om zijn droom waar te maken om muzikant te worden en Kix verhuisde naar Nashville aan het begin van de jaren 80. Hij werkte voor Tree Publishing als songwriter. In 1983 nam hij zijn eerste solo single, "Baby, When Your Heart Breaks Down", op voor Avion. De single werd geen succes en hij greep terug op het schrijven van songs. Tegen het eind van 2000 heeft hij 6 BMI-prijzen ontvangen. Vanaf januari 2006 is Kix Brooks de nieuwe presentator van American Country Countdown, een zeer bekend radioprogramma eerder gepresenteerd door Bob Kingsley.

Ariste Record maakte de twee tot een duo in 1990. Hun eerste single, "Brand New Man", werd meteen een nummer 1-hit in 1991 en van hun debuutalbum zijn sindsdien 6 miljoen stuks verkocht. 

## Albums
- Brand New Man (1991)
- Hard Workin' Man (1993)
- Waitin' On Sundown (1994)
- Borderline (1996)
- The Greatest Hits Collection (1997)
- If You See Her (1998)
- Tightrope (1999)
- Steers & Stripes (2001)
- It Won't Be Christmas Without You (2002)
- Red dirt road (2004)
- The Greatest Hits Collection II (2004)
- Hillbilly Deluxe (2005)
- Cowboy Town (2007)
- #1s...And Then Some (2009)
- Reboot (2019)

## Singles
| Jaar | Titel                                           | Hitlijstpositie | Hitlijstpositie | Album                                            |
| Jaar | Titel                                           | US Hot 100      | US Hot Country  | Album                                            |
| ---- | ----------------------------------------------- | --------------- | --------------- | ------------------------------------------------ |
| 1991 | "Brand New Man"                                 | -               | 1               | Brand New Man                                    |
| 1991 | "My Next Broken Heart"                          | -               | 1               | Brand New Man                                    |
| 1992 | "Boot Scootin' Boogie"                          | 50              | 1               | Brand New Man                                    |
| 1992 | "Lost And Found"                                | -               | 2               | Brand New Man                                    |
| 1992 | "Neon Moon"                                     | -               | 1               | Brand New Man                                    |
| 1993 | "Hard Workin' Man"                              | -               | 4               | Hard Workin' Man                                 |
| 1993 | "Rock My World (Little Country Girl)"           | 97              | 2               | Hard Workin' Man                                 |
| 1993 | "She Used To Be Mine"                           | -               | 1               | Hard Workin' Man                                 |
| 1993 | "We'll Burn That Bridge"                        | -               | 2               | Hard Workin' Man                                 |
| 1994 | "That Ain't No Way To Go"                       | -               | 1               | Hard Workin' Man                                 |
| 1994 | "I'll Never Forgive My Heart"                   | -               | 10              | Waitin' On Sundown                               |
| 1994 | "Ride 'Em High, Ride 'Em Low"                   | -               | 10              | Waitin' On Sundown                               |
| 1994 | "She's Not The Cheatin' Kind"                   | -               | 1               | Waitin' On Sundown                               |
| 1995 | "I'll Never Forgive My Heart"                   | -               | 6               | Waitin' On Sundown                               |
| 1995 | "Little Miss Honky Tonk"                        | -               | 1               | Waitin' On Sundown                               |
| 1995 | "Whiskey Under The Bridge"                      | -               | 5               | Waitin' On Sundown                               |
| 1995 | "You're Gonna Miss Me When I'm Gone"            | -               | 1               | Waitin' On Sundown                               |
| 1996 | "I Am That Man"                                 | -               | 2               | Borderline                                       |
| 1996 | "Mama Don't Get Dressed Up For Nothing"         | -               | 13              | Borderline                                       |
| 1996 | "My Maria"                                      | 79              | 1               | Borderline                                       |
| 1996 | "A Man This Lonely"                             | -               | 1               | Borderline                                       |
| 1997 | "He's Got You"                                  | -               | 2               | Greatest Hits                                    |
| 1997 | "Honky Tonk Truth"                              | -               | 3               | Greatest Hits                                    |
| 1998 | "How Long Gone"                                 | -               | 1               | If You See Her                                   |
| 1998 | "Husbands And Wives"                            | 36              | 1               | If You See Her                                   |
| 1999 | "I Can't Get Over You"                          | 51              | 5               | If You See Her                                   |
| 1999 | "South Of Santa Fe"                             | -               | 41              | If You See Her                                   |
| 1999 | "Against The Wind"                              | -               | 53              | King Of The Hill: Original Television Soundtrack |
| 1999 | "Beer Thirty"                                   | 94              | 19              | Tight Rope                                       |
| 1999 | "Missing You"                                   | 75              | 15              | Tight Rope                                       |
| 2000 | "Goin' Under Gettin' Over You"                  | -               | 60              | Tight Rope                                       |
| 2000 | "You'll Always Be Loved By Me"                  | 55              | 5               | Tight Rope                                       |
| 2001 | "Ain't Nothin' Bout You"                        | 25              | 1               | Steers And Stripes                               |
| 2001 | "Only In America"                               | 33              | 1               | Steers And Stripes                               |
| 2001 | "The Long Goodbye/Go West"                      | 39              | 1               | Steers And Stripes                               |
| 2002 | "Every River"                                   | 75              | 12              | Steers And Stripes                               |
| 2002 | "Hangin' 'Round The Mistletoe"                  | -               | 47              | It Won't Be Christmas Without You                |
| 2002 | "It Won't Be Christmas Without You"             | -               | 41              | It Won't Be Christmas Without You                |
| 2002 | "My Heart Is Lost To You"                       | 48              | 5               | Steers And Stripes                               |
| 2003 | "Red Dirt Road"                                 | 25              | 1               | Red Dirt Road                                    |
| 2003 | "Rockin' Little Christmas"                      | -               | 57              | It Won't Be Christmas Without You                |
| 2003 | "Winter Wonderland"                             | -               | 57              | It Won't Be Christmas Without You                |
| 2004 | "It's Gettin' Better All The Time"              | 56              | 1               | Greatest Hits Collection II                      |
| 2004 | "That's What It's All About"                    | 38              | 2               | Greatest Hits Collection II                      |
| 2004 | "That's What She Gets For Loving Me"            | 53              | 6               | Red Dirt Road                                    |
| 2004 | "You Can't Take The Honky Tonk Out Of The Girl" | 39              | 3               | Red Dirt Road                                    |
| 2005 | "Play Something Country"                        | 37              | 1               | Hillbilly Deluxe                                 |
| 2005 | "Believe"                                       | 60              | 8               | Hillbilly Deluxe                                 |
| 2006 | "Building Bridges"                              | 66              | 4               | Hillbilly Deluxe                                 |
| 2006 | "Hillbilly Deluxe"                              | -               | 28              | Hillbilly Deluxe                                 |

## Prijzen
- 2006 CMA Vocal Duo of the Year
- 2006 CMA Music Video of the Year "Believe"
- 2006 CMA Single of the Year "Believe"
- 2006 Academy of Country Music Top Vocal Duo
- 2006 Academy of Country Music Song of the Year "Believe"
- 2005 Billboard Music Awards Favorite Country Group
- 2005 American Music Awards Favorite Band, Duo or Group
- 2005 CMA Vocal Duo of the Year
- 2005 Academy of Country Music Top Vocal Duo
- 2005 People's Choice Awards Favorite Country Group
- 2004 American Music Awards Favorite Band, Duo or Group
- 2004 CMA Vocal Duo of the Year
- 2004 Academy of Country Music Top Vocal Duo
- 2003 CMA Vocal Duo of the Year
- 2003 Academy of Country Music Top Vocal Duo
- 2002 CMT Flameworthy Video Music Awards Group/Duo Video of the Year
- 2002 CMA Vocal Duo of the Year
- 1999 TNN/Music City News Vocal Group or Duo of the Year
- 1999 CMA Vocal Duo of the Year
- 1998 TNN/Music City News Vocal Group or Duo of the Year
- 1998 CMA Vocal Duo of the Year
- 1997 TNN/Music City News Vocal Duo of the Year
- 1997 CMA Vocal Duo of the Year
- 1997 American Music Awards Favorite Band, Duo or Group
- 1997 Academy of Country Music Top Vocal Duo/Group
- 1996 Grammy Best Country Performance by Duo/Group w/Vocals
- 1996 CMA Entertainer of the Year
- 1996 CMA Vocal Duo of the Year
- 1996 Academy of Country Music Entertainer of the Year
- 1996 Academy of Country Music Top Vocal Duo
- 1995 TNN/Music City News Vocal Group/Duo of the Year
- 1995 CMA Vocal Duo of the Year
- 1994 TNN/Music City News Vocal Duo of the Year
- 1994 CMA Vocal Duo of the Year
- 1994 Academy of Country Music Top Vocal Duo
- 1993 TNN/Music City News Vocal Duo of the Year
- 1993 Grammy Best Country Performance by Duo/Group w/Vocals
- 1993 CMA Vocal Duo of the Year
- 1993 Academy of Country Music Top Vocal Duo
- 1992 CMA Vocal Duo of the Year
- 1992 Academy of Country Music Album of the Year
- 1992 Academy of Country Music Single of the Year
- 1992 Academy of Country Music Top Vocal Duo
- 1991 Academy of Country Music Top New Vocal Duo/Group
- 1991 Academy of Country Music Top Vocal Duo